# Colom imperial blanc
El colom imperial blanc (Ducula luctuosa) és una espècie d'ocell de la família dels colúmbids (Columbidae) que habita els boscos de Sulawesi i les illes Sula.